# Mount Danforth
Mount Danforth ist ein über 2000 m hoher, eisfreier und pyramidenförmiger Berg im westantarktischen Marie-Byrd-Land. Er ragt im Königin-Maud-Gebirge an der Südflanke des Albanus-Gletschers unmittelbar östlich des Mount Zanuck auf.
Entdeckt wurde er im Dezember 1934 durch die geologische Mannschaft um Quin Blackburn (1900–1981) bei der zweiten Antarktisexpedition (1933–1935) des US-amerikanischen Polarforschers Richard Evelyn Byrd. Diese benannte ihn nach dem US-amerikanischen Unternehmer William H. Danforth (1870–1955), Gründer des Tiernahrungsproduzenten Ralston Purina und Unterstützer der Expedition.